# Phạm Thúy Chinh
Phạm Thúy Chinh (sinh ngày 15 tháng 1 năm 1970) là nữ chính trị gia nước Cộng hòa xã hội chủ nghĩa Việt Nam. Bà hiện là Phó Chủ nhiệm Ủy ban Tài chính – Ngân sách Quốc hội, Phó Chủ tịch Nhóm nữ đại biểu Quốc hội, Phó Chủ tịch Nhóm nghị sĩ hữu nghị Việt Nam–ASEAN, Đại biểu Quốc hội khóa XV từ Hà Giang. Bà từng là Phó Chủ nhiệm Văn phòng Quốc hội; Thường vụ Đảng ủy, Trưởng ban Dân vận Đảng ủy Văn phòng Quốc hội.
Phạm Thúy Chinh là đảng viên Đảng Cộng sản Việt Nam, học vị Cử nhân Luật, Cử nhân Xây dựng Đảng và Chính quyền nhà nước, Thạc sĩ Luật học, Cao cấp lý luận chính trị. Bà có sự nghiệp hơn 20 năm công tác trong lĩnh vực lập pháp, từ địa phương lên trung ương.

## Xuất thân và giáo dục
Phạm Thúy Chinh sinh ngày 15 tháng 1 năm 1970 tại thị trấn Sa Pa, huyện Sa Pa, nay là phường cùng tên thuộc thị xã cùng tên của tỉnh Lào Cai. Bà lớn lên và tốt nghiệp phổ thông ở Sa Pa, thi đỗ đại học ở Hà Nội, theo học và có 2 bằng cử nhân gồm Cử nhân Luật và Cử nhân Xây dựng Đảng và Chính quyền nhà nước, và là Thạc sĩ Luật học. Bà được kết nạp Đảng Cộng sản Việt Nam vào ngày 8 tháng 3 năm 1997, là đảng viên chính thức sau đó 1 năm, từng tham gia khóa học chính trị và có trình độ Cao cấp lý luận chính trị tại Học viện Chính trị Quốc gia Hồ Chí Minh.

## Sự nghiệp

### Lào Cai
Tháng 12 năm 1991, sau khi hoàn thành khóa học ở thủ đô, Phạm Thúy Chinh trở về quê nhà Lào Cai, được nhận vào Ban Tổ chức chính quyền tỉnh Lào Cai, nay là Sở Nội vụ tỉnh Lào Cai để bắt đầu công tác ở vị trí chuyên viên. Bà công tác ở vị trí này giai đoạn 1991–99, từng là Ủy viên Ban Chấp hành Đoàn Thanh niên Cộng sản Hồ Chí Minh khối các cơ quan tỉnh Lào Cai, nhiệm kỳ 1997–2002, vào tháng 8 năm 1999 thì được thăng chức làm Phó Trưởng phòng Bộ máy Công chức của Ban Tổ chức chính quyền tỉnh. Sang tháng 7 năm 2002, bà được chuyển cơ quan sang Đoàn Đại biểu Quốc hội tỉnh Lào Cai làm Chuyên viên, Thư ký, đồng thời là Phó Bí thư Chi bộ 4 thuộc Đảng bộ Văn phòng Hội đồng nhân dân và Ủy ban nhân dân tỉnh Lào Cai. Sau đó 2 năm, bà nhậm chức Chi ủy viên, Phó Chánh Văn phòng, Phó Chủ tịch Công đoàn của Văn phòng này, thăng chức làm Bí thư Chi bộ, Chánh Văn phòng Đoàn Đại biểu Quốc hội và Hội đồng nhân dân tỉnh được hợp nhất từ đoàn và văn phòng cũ vào tháng 1 năm 2007.

### Quốc hội
Tháng 5 năm 2009, Phạm Thúy Chinh được điều về thủ đô để công tác ở Nhà khách Văn phòng Quốc hội tại 27A Trần Hưng Đạo, được bổ nhiệm làm Phó Giám đốc, Phó Bí thư Chi bộ, rồi quyền Giám đốc từ tháng 9, và Bí thư Chi bộ, Giám đốc nhà khách này từ tháng 12 cùng năm. Bên cạnh đó, bà là Ủy viên Ban Chấp hành Đảng bộ cơ quan Văn phòng Quốc hội từ tháng 6 năm 2010. Ba năm sau, vào cuối năm 2013, bà được chuyển sang khối công đoàn, nhậm chức Chủ tịch Công đoàn cơ quan Văn phòng Quốc hội, kiêm nhiệm thêm là Bí thư Đảng bộ, Giám đốc Nhà khách Quốc hội tại Hà Nội. Tháng 6 năm 2016, bà được bầu vào Ủy viên Ban Thường vụ Đảng ủy Văn phòng Quốc hội, phân công là Trưởng ban Dân vận Đảng ủy, đến tháng 10 thì kiêm nhiệm thêm là Bí thư Đảng bộ, Cục trưởng Cục Quản trị của Văn phòng Quốc hội, Giám đốc Nhà khách Quốc hội tại Đà Nẵng. Trong giai đoạn này, bà vẫn tiếp tục là Chủ tịch Công đoàn Văn phòng Quốc hội, được bầu là Ủy viên Ban Chấp hành Công đoàn Viên chức Việt Nam từ tháng 7 năm 2016.
Ngày 11 tháng 6 năm 2019, Phạm Thúy Chinh được Ủy ban Thường vụ Quốc hội bổ nhiệm làm Phó Chủ nhiệm Văn phòng Quốc hội. Đầu năm 2021, bà tham gia ứng cử Quốc hội từ các đơn vị Bắc Mê, Quản Bạ, Yên Minh, Đồng Văn, Mèo Vạc của Hà Giang, bà trúng cử là Đại biểu Quốc hội khóa XV với tỷ lệ 92,23%. Vào cuối năm này, bà được phân công làm Phó Chủ tịch Nhóm nữ đại biểu Quốc hội khóa XV, Phó Chủ tịch Nhóm nghị sĩ hữu nghị Việt Nam–các nước ASEAN, đồng thời được điều động bổ nhiệm giữ chức Phó Chủ nhiệm Ủy ban Tài chính, Ngân sách của Quốc hội khóa XV.